# NGC 554A
NGC 554A је лентикуларна галаксија у сазвежђу Кит која се налази на NGC листи објеката дубоког неба.
Деклинација објекта је - 22° 43' 32" а ректасцензија 1h 27m 9,6s. Привидна величина (магнитуда) објекта NGC 554 износи 13,8 а фотографска магнитуда 14,8. NGC 554A је још познат и под ознакама ESO 476-11, MCG -4-4-13, AM 0124-225, PGC 5412.